# Finngården, Skansen
Finngården är delar av tidigare finngårdar från Värmland, som flyttats och återuppförts på Skansen i Stockholm.
Finngården år en gårdsanläggning som består av hus från de tre byarna Örtjärnshöjden och Vittjärn i Lekvattnets socken samt Långnäs by i Gräsmarks socken i Värmland. Gården består av rökstuga, ria, kokhus, stolpbod och loge. Boningshuset är en knuttimrad rökstuga utan skorsten med en murad eldstad där rökgången mynnar inne i huset.